# Hiphopstacja
Hiphopstacja – seria płyt wydawanych przez Radiostację z muzyką hip-hopową. Dotychczas ukazały się trzy krążki z tej serii.

## Hiphopstacja
Rok wydania: 2004
Lista utworów:
1. Zipera – Bez Ciśnień
2. Flexxip – List
3. Liber ft. Doniu – Skarby
4. Numer Raz ft. Sistars – Chwila
5. Mezo ft. Liber – Aniele
6. Teka ft. Chick's – Jesteś
7. 52 Dębiec – Pies
8. Owal/Emcedwa – Rapnastyk
9. Jeden Osiem L – Jak zapomnieć
10. Tede – Wielkie Joł
11. Ascetoholix ft. Mezo – Suczki
12. Trzeci Wymiar – Piętnastu MC's
13. WWO – Damy Radę
14. Wall-E – 1000 osób
15. Flexxip ft. Ciech – Oszuści
16. Sistars – Nie ty, nie my (Spadaj)
17. Tede – Klaszcz! (Tedunio Wiesz)
18. Duże Pe ft. Mezo – Nasze życie
19. Peja – Co cię boli
20. Trzeci Wymiar – Skamieniali

## Hiphopstacja 2
Rok wydania: 2004
Lista utworów:
1. Trzeci Wymiar - Dla mnie masz stajla
2. 52 Dębiec ft. Ascetoholix - To my!
3. Obóz TA - Na zawsze
4. AbradAb ft. Gutek - Rapowe ziarno 2 (Szyderap)
5. Jeden Osiem L - Czasem tak bywa
6. Mezo ft. Liber - Żeby nie było
7. Onar ft. Lerek - Weź to poczuj
8. Numer Raz ft. DJ Zero - Ławka, chłopaki z bloków
9. Wychowani Na Błędach - Dowód odpowiedzialności
10. Teka - Jesteś
11. WWO - Każdy ponad każdym
12. AbradAb ft. Gutek - Miasto Jest Nasze
13. DJ 600V ft. K.A.S.T.A. - Wychylylybymy
14. Liber - Jedna z dróg
15. Ascetoholix - Na spidze
16. Jeden Osiem L - Powodzenia
17. Tede ft. Zdzisława Sośnicka - Jak żyć
18. Mor W.A. - Dla słuchaczy

## Hiphopstacja 3
Rok wydania: 2006
Lista utworów:
1. Ten Typ Mes - Zdrada '06
2. Sistars - Skąd ja cię mam
3. WWO - Mogę wszystko
4. Płomień 81 - Odwaga
5. Włodi - Zobacz co się dzieje na podwórku
6. WWO - Minorum gentium
7. Ten Typ Mes - Wjaazd!
8. G.T.W. - Grrrubas (Wersja 130 kg)
9. Juras & Wigor - To zbyt piękne...
10. WSZ & CNE - Gangsterka
11. The 210 - Hit
12. Małolat & Ajron - W weekendy żyjąc
13. Bez Cenzury - Wspomnienia
14. Vienio & Pele - Tak od siedmiu lat (remix)
15. Sistars - Na dwa
16. 2cztery7 - Zmarnowane dni/Zyskane szanse
17. DonGURALesko - Drewnianej małpy rock